# Clostridium tetani
Clostridium tetani là một loại vi khuẩn hình roi, giống như các loài trong chi Clostridium, nó là vi khuẩn gram dương, gây bệnh uốn ván.

## Phát hiện
Năm 1884 hai nhà nghiên cứu là Antonio Carle và Giogio Rattone lấy mủ của một bệnh nhân bị bệnh uốn ván tiêm vào người. Cùng năm đó Nicolaier chích đất vào gia súc, ông thấy rằng việc này cũng có thể gây bệnh uốn ván. Năm 1889, Shibasaburo Kitasato tìm ra vi trùng này trong máu của nạn nhân uốn ván, ông còn tìm ra cách tiêu diệt loại vi khuẩn này bằng kháng thể
Năm 1897, Nocard chứng minh được cách tạo kháng thể chống vi khuẩn này từ động vật khác